# Östersjön (Hannäs socken, Småland)
Östersjön är en sjö i Åtvidabergs kommun i Småland och ingår i Vindåns huvudavrinningsområde. Sjön har en area på 0,434 kvadratkilometer och ligger 89,9 meter över havet.

## Delavrinningsområde
Östersjön ingår i det delavrinningsområde (645470-153252) som SMHI kallar för Mynnar i Storsjön. Medelhöjden är 75 meter över havet och ytan är 12,21 kvadratkilometer. Det finns inga avrinningsområden uppströms utan avrinningsområdet är högsta punkten. Vattendraget som avvattnar avrinningsområdet har biflödesordning 2, vilket innebär att vattnet flödar genom totalt 2 vattendrag innan det når havet efter 35 kilometer. Avrinningsområdet består mestadels av skog (61 %) och jordbruk (20 %). Avrinningsområdet har 0,57 kvadratkilometer vattenytor vilket ger det en sjöprocent på 4,6 %.